# ریزه
ریزه (به ترکی استانبولی: Rize) شهری است در کشور ترکیه که در استان ریزه واقع شده‌است. جمعیت این شهر بر اساس سرشماری سال ۲۰۰۸ میلادی ۹۱٬۹۰۴ نفر و بر اساس برآوردهای سال ۲۰۰۹ میلادی ۹۶٬۵۰۳ نفر می‌باشد.

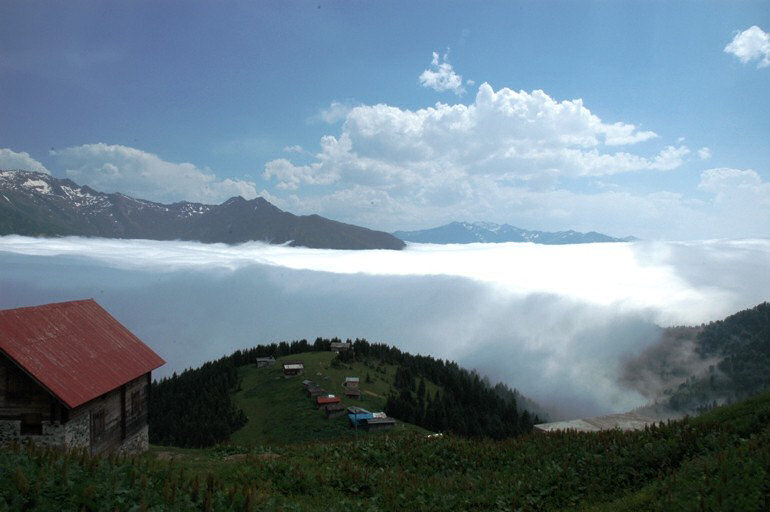
ارتفاعات ریزه